# Tramway en Suisse

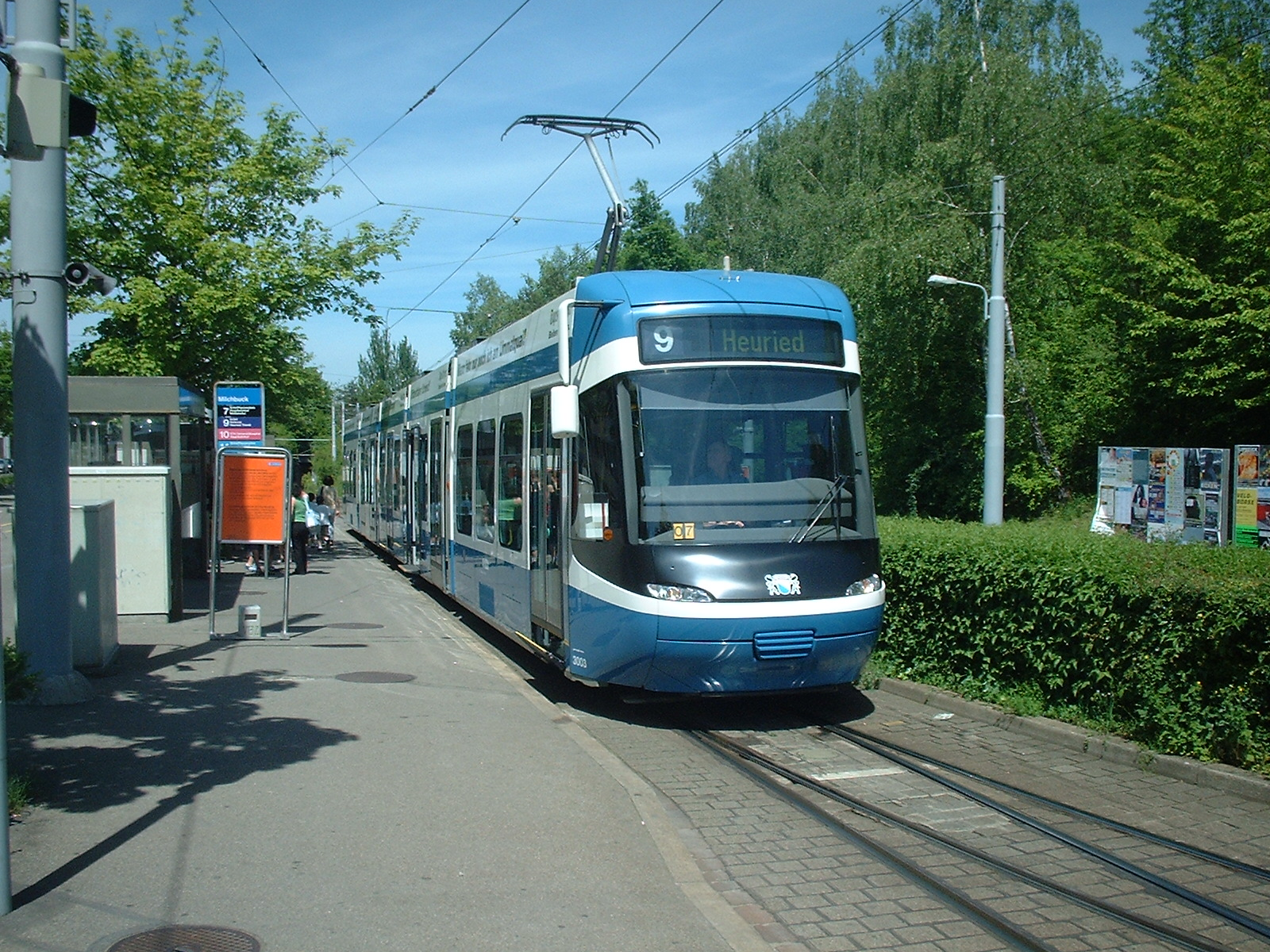
Tramway zurichois "Cobra" à la station Milchbuck (VBZ ligne 9), à la sortie du prémétro (voir ci-dessous)

Le tramway en Suisse a une histoire qui remonte à 1862. Pratiquement la totalité des tramways de Suisse sont (ou ont été) à écartement métrique et à traction électrique, courant continu (entre 500 et 900 V pour la plupart). Dans les premières années on vit aussi le cheval, la vapeur, le gaz de ville ou  encore l'air comprimé comme moyen de propulsion.
Au début des années 1920 Genève a possédé durant quelques années le plus grand réseau de tramways d'Europe.

## Historique
- 19 juin 1862 : inauguration du premier tramway (Genève-Carouge). Voies à écartement standard de 1 435 mm et traction hippomobile.
- 1877 : premier tramway à vapeur de Suisse (Genève).
- 4 juin 1888 : deuxième tramway électrique (Tramway Vevey-Montreux-Chillon) du monde entre Vevey, Montreux et Chillon. Tension 480 volts courant continu, ligne de contact bipolaire Siemens formée de deux conducteurs en tubes et prise de courant par navettes captrices tirées par les automotrices. Cette ligne de contact est remplacée en 1913 par un système plus conventionnel (ligne unipolaire, archet sur les véhicules et tension portée à 600 volts).
- Août 1893 - 12 mai 1894 : essais de traction à gaz à Neuchâtel.
- 1890-1902 : à Berne tramways à vapeur et à propulsion par air comprimé (système Mekarski)[1].
- 7 mars-3 juin 1904 : exploitation à Genève de la ligne de la Cité (Rue de la Monnaie - Bourg de Four - Rue Verdaine - Rue d'Italie) avec une rampe maximale de 118 ‰ (la plus raide de Suisse en adhérence), rampe qui a eu raison de la fermeture de la ligne trois mois après son ouverture.
- 1923-1924 : extension maximale du réseau genevois, alors le plus grand d'Europe. 119,7 km, dont 15,6 km sur territoire français.
- 2 juin 1991 : renaissance du tramway à Lausanne après 27 ans d'absence. Cependant, le TSOL (Tramway du Sud-Ouest Lausannois) s'apparente davantage au métro léger : tracé en site propre, gabarit large et véhicules accessibles au public par quai surélevé.

## Tramways urbains
| Ville / réseau                          | Canton       | Mise en service    | Mise hors service                    | Long. max. du réseau  | Rampe max. |
| Bâle / Tramway de Bâle                  | BS / BL / SO | 6 mai 1895         | en service                           | 51,66 km (1958)       | 73 ‰       |
| Berne / Tramway de Berne                | BE           | 1er octobre 1890   | en service                           | 18,20 km (1932-1935)  | 65 ‰       |
| Bienne / Tramway de Bienne              | BE           | 18 août 1877       | 9 décembre 1948                      | 7,97 km (1924-1940)   | 48 ‰       |
| La Chaux-de-Fonds                       | NE           | 1er janvier 1897   | 15 juin 1950                         | 5,34 km (1937-1949)   | 79 ‰       |
| Fribourg / anciens tramways de Fribourg | FR           | 28 juillet 1897    | 1er avril 1965                       | 6,78 km (1936-1951)   | 93 ‰       |
| Genève / Tramway de Genève              | GE           | 19 juin 1862       | en service                           | 119,71 km (1923-1924) | 74 ‰       |
| Lausanne                                | VD           | 1er septembre 1896 | 6 janvier 1964                       | 66,13 km (1933-1934)  | 113 ‰      |
| Locarno                                 | TI           | 3 juillet 1908     | 30 avril 1960                        | 4,61 km (1914-1926)   | 78 ‰       |
| Lucerne                                 | LU           | 1er janvier 1899   | 11 novembre 1961                     | 11,51 km (1928)       | 60 ‰       |
| Lugano                                  | TI           | 1er juin 1896      | 17 décembre 1959                     | 7,48 km (1927-1954)   | 93 ‰       |
| Martigny                                | VS           | 24 octobre 1906    | 31 décembre 1956                     | 1,90 km (1906-1956)   | 13 ‰       |
| Neuchâtel / Tramway de Neuchâtel        | NE           | 16 septembre 1892  | 31 décembre 1976 et 31 décembre 1981 | 27,32 km (1921-1926)  | 89 ‰       |
| Saint-Gall                              | SG           | 20 mai 1897        | 1er octobre 1957                     | 12,20 km (1916-1935)  | 78 ‰       |
| Schaffhouse                             | SH           | 11 mai 1901        | 23 septembre 1966                    | 8,96 km (1913-1914)   | 77 ‰       |
| Winterthour                             | ZH           | 13 juillet 1898    | 3 novembre 1951                      | 11,14 km (1931-1934)  | 44 ‰       |
| Zurich / Tramway de Zurich              | ZH           | 5 septembre 1882   | en service                           | 68,74 km (1931-1933)  | 77 ‰       |

## Tramways urbains actuels
De nos jours, quatre villes suisses exploitent des tramways :
- Bâle : 9 lignes urbaines (65,9 km) BVB + 4 lignes suburbaines (51,8 km) BLT
- Berne : 5 lignes urbaines (13,5 km) Bernmobil
- Genève : 5 lignes urbaines (36 km) TPG
- Zurich : 15 lignes urbaines (112,3 km) VBZ

Contrairement au tableau ci-dessus, la longueur comprend la totalité des lignes, et non du réseau. Ainsi les tronçons parcourus par plusieurs lignes sont comptés plusieurs fois.

### Zurich: le plus grand réseau actuel[4]
Avec 68,45 km de voies et 109,30 km de lignes, Zurich possède aujourd'hui le plus vaste réseau de tramways de Suisse.
Le réseau possède aussi la plus forte rampe pour une ligne ferroviaire suisse à adhérence (sans avoir recours à la crémaillère) avec 77 ‰ sur la ligne 13 (Frankental-Albisgütli) entre Utohof et Albisgütli.
Autre curiosité : sur les lignes 7 (Bahnhof Stettbach-Wollishofen) et 9 (Hirzenbach-Triemli), entre les stations Schwamendingerplatz et Milchbuck, les tramways empruntent un tunnel long de 2 213 m qui comprend 3 stations souterraines (Tierspital, Waldgarten et Schörlistrasse). Ceci est en quelque sorte un prémétro comme on peut en rencontrer en Belgique à Bruxelles, en Autriche à Vienne, en France à Rouen, Strasbourg ou dans plusieurs villes allemandes (pour ne citer que Cologne, Düsseldorf, Frankfort, Munich). À l'origine, ce tunnel était une étude de l'école polytechnique fédérale de Zurich (ETHZ-EPFZ) pour le futur métro zurichois. Lorsque le projet tomba à l'eau en votation populaire pour des raisons de coûts, il a été décidé de réutiliser le tunnel pour la desserte par tramway des quartiers au nord du Zürichberg. Les tramways circulent dans le souterrain depuis 1986.
Avec l'entrée en vigueur du nouvel horaire le 10 décembre 2006, les VBZ ont ouvert à l'exploitation la première partie du réseau de tramways de la Vallée de la Glatt au nord de la ville. La ligne 11 est ainsi prolongée de Messe/Hallenstadion à Auzelg, soit trois kilomètres et cinq stations supplémentaires. Depuis le 15 décembre 2008, avec l'extension de la ligne no 10, les tramways circulent jusqu'à l'aéroport.
Ouverte en décembre 2022, la ligne 20 relie l'ouest de Zürich à sa périphérie située dans le canton d'Argovie. Celle-ci est exploitée par Limmattalbahn AG, filiale de l'entreprise de transport cantonale Aargau Verkehr (AVA). À Dietikon la ligne 20 partage son infrastructure pendant 300 mètres avec la ligne ferroviaire de Dietikon à Wohlen (Argovie) aussi exploitée par AVA.
Le réseau appartient à quatre sociétés publiques : Verkehrsbetriebe Zürich (VBZ) pour le réseau urbain de Zürich; Verkehrsbetriebe Glattal AG (VBG) pour la périphérie nord; Forchbahn AG (FB) pour la ligne de chemin de fer métrique de Zürich Rehalp à Esslingen; et Aargau Verkehr AG (AVA) via la filiale Limmattalbahn AG (LTB) pour la ligne du même nom dans la périphérie ouest située dans le canton d'Argovie. Le VBG ainsi que le Tram-Museum Zürich (TMZ) déléguant l'exploitation de ses lignes, toutes sont exploitées par les VBZ excepté la ligne S18 et la 20 par leur propriétaires respectives.
| Ligne | Concession attribuée à                             | Exploitant | Propriété de l'infrastructure                        | Itinéraire                                                               | Nombre de stations | Temps de parcours en minutes | Remarques                                                   |
| ----- | -------------------------------------------------- | ---------- | ---------------------------------------------------- | ------------------------------------------------------------------------ | ------------------ | ---------------------------- | ----------------------------------------------------------- |
| 2     | VBZ                                                | VBZ        | Jusqu'à Farbhof: VBZ Après Farbhof: LTB              | Bahnhof Tiefenbrunnen – Schlieren, Geissweid                             | 31                 | 40 / 40                      | Axe nord-ouest – sud-est                                    |
| 3     | VBZ                                                | VBZ        | VBZ                                                  | Albisrieden – Klusplatz                                                  | 21                 | 31 / 30                      | Axe est – ouest                                             |
| 4     | VBZ                                                | VBZ        | VBZ                                                  | Bahnhof Tiefenbrunnen – Bahnhof Altstetten Nord                          | 26                 | 33 / 33                      | Axe nord-ouest – sud-est                                    |
| 5     | VBZ                                                | VBZ        | VBZ                                                  | Laubegg – Bahnhof Enge – Kirche Fluntern (– Zoo)                         | 14 + 04            | 22 / 22                      | Axe sud-ouest – est                                         |
| 6     | VBZ                                                | VBZ        | VBZ                                                  | Bahnhof Enge – Hauptbahnhof – Zoo                                        | 16                 | 26 / 26                      | Axe sud – est                                               |
| 7     | VBZ                                                | VBZ        | VBZ                                                  | Wollishoferplatz– Bahnhof Stettbach                                      | 31                 | 41 / 40                      | Axe nord-est – sud                                          |
| 8     | VBZ                                                | VBZ        | VBZ                                                  | Klusplatz – Hardturm                                                     | 24                 | 34 / 33                      | Axe nord-ouest – est                                        |
| 9     | VBZ                                                | VBZ        | VBZ                                                  | Hirzenbach – Heuried (– Triemli)                                         | 32 + 02            | 44 / 43                      | Axe ouest – Nord-est                                        |
| 10    | Jusqu'à Oerlikon Ost: VBZ Depuis Oerlikon Ost: VBG | VBZ        | Jusqu'à Leutschenbach: VBZ Depuis Leutschenbach: VBG | Hauptbahnhof – Zürich Flughafen                                          | 27 / 26            | 38 / 37                      | Axe centre – nord                                           |
| 11    | VBZ                                                | VBZ        | Jusqu'à Messe: VBZ Depuis Messe: VBG                 | Rehalp – Auzelg                                                          | 34                 | 47 / 47                      | Axe nord-est – sud-ouest                                    |
| 12    | VBG                                                | VBZ        | VBG                                                  | Bahnhof Stettbach – Zürich Flughafen                                     | 16                 | 25 / 27                      | Axe nord – nord-est (tangentielle)                          |
| 13    | VBZ                                                | VBZ        | VBZ                                                  | Albisgütli – Frankental                                                  | 30                 | 40 / 39                      | Axe nord-ouest – sud-ouest                                  |
| 14    | VBZ                                                | VBZ        | VBZ                                                  | Triemli – Seebach                                                        | 27                 | 39 / 38                      | Axe ouest – nord-est                                        |
| 15    | VBZ                                                | VBZ        | VBZ                                                  | Bucheggplatz – Bahnhof Stadelhofen                                       | 13                 | 16 / 16                      | Axe centre – centre                                         |
| 17    | VBZ                                                | VBZ        | VBZ                                                  | Werdhölzli – Hauptbahnhof (– Albisgütli)                                 | 17 + 12            | 21 / 21                      | Axe nord-ouest – sud-ouest                                  |
| S18   | FB                                                 | FB         | Depuis Rehalp: VBZ Jusqu'à Rehalp: FB                | Stadelhofen – Rehalp – Esslingen                                         | 20                 | 35 / 35                      | Axe centre – sud (RER depuis Rehalp, d'où le S18 de S-Bahn) |
| 20    | AVA                                                | AVA        | LTB                                                  | Bahnhof Altstetten – Bahnhof Killwangen-Spreitenbach                     | 27                 | 34                           | Axe ouest – périphérie ouest                                |
| 21    | TMZ                                                | VBZ        | VBZ                                                  | (Rehalp –) Burgwies – Hauptbahnhof / Usteristrasse – Burgwies (– Rehalp) | 13 + 03            | 19 / 21                      | Ligne musée (circulations historiques le week-end)          |

### Bâle: paradis du tramway suburbain
Troisième ville de Suisse après Zurich et Genève, la cité rhénane dispose d'un dense réseau de tramways urbains et suburbains. Les premiers, de couleur verte, sont exploités par la compagnie BVB (Basler Verkehrsbetriebe : transports publics bâlois) ; les seconds, jaunes à bande rouge, appartiennent aux BLT (Baselland-Transport : transport de Bâle-Campagne, l'autre demi-canton, avec celui de Bâle-Ville)
De nos jours, les 8 lignes urbaines des BVB totalisent 65,9 km et les véhicules circulent sur 46,58 km de voies.
Pendant le Fasnacht, le carnaval de Bâle, lorsque le centre-ville est complètement bloqué par les festivités, les BVB mettent alors en service des lignes spéciales avec des itinéraires détournés et portant des numéros en vingtaine (21, 24…).
À partir de 1907, la campagne bâloise est sillonnée de lignes de tramways vicinaux. Fait rare dans l'histoire des transports ferroviaires, toutes ces lignes sont encore en service. Les quatre compagnies ont fusionné au 1er janvier 1974 pour devenir les transports de Bâle-Campagne. Les agglomérations de Bâle Birsfelden et de Pratteln se sont tellement étendues qu'elles finirent par se rencontrer. Par ce fait l'exploitation de la ligne de Pratteln, entièrement en site urbain, a été cédée aux BVB mais la concession est entre les mains de la BLT.
Les trois lignes des BLT (lignes 10, 11 et 17) traversent également la ville en empruntant les voies des BVB et sont aussi par ce fait des tramways urbains.
La ligne 17 des BLT a la particularité de desservir le village Français de Leymen. La gare elle-même est en territoire Français et lorsque l'on quitte la station de Flüh on peut apercevoir un panneau annonçant que l'on sort du territoire fédéral, ainsi on roule pour quelques minutes sur sol Français. Le terminus, Rodersdorf, est de nouveau en territoire Suisse.
Une dernière ligne excentrée du réseau, la ligne 19, est exploitée par les BLT. Celle-ci est l'ancien Waldenburgerbahn entre Liestal et Waldenburg, rattaché depuis 2016 aux BLT et est exploitée pour des raisons technique comme une ligne de tramway depuis décembre 2022. Cependant, l'infrastructure est officiellement considérée comme une voie de chemin de fer (ligne 502) du fait de son historique.
| Ligne | Parcours                                           | Mise en service  | Tracé actuel depuis le | Longueur en km | Nombre de stations | Fréquentation en millions (2011) | Exploitant |
| ----- | -------------------------------------------------- | ---------------- | ---------------------- | -------------- | ------------------ | -------------------------------- | ---------- |
| 1     | Dreirosenbrücke ↔ Bahnhof SBB / Badischer Bahnhof1 | 6 mai 1895       | 14 octobre 2002        | 6,852          | 20                 | 8,54                             | BVB        |
| 2     | Binningen Kronenplatz ↔ Eglisee / Riehen Dorf1     | 14 avril 1897    | 14 octobre 2002        | 5,871          | 22                 | 8,77                             | BVB        |
| 3     | Saint-Louis Gare P+R ↔ Birsfelden Hard             | 10 mai 1897      | 9 décembre 2017        | 9,5            | 25                 | 9,62                             | BVB        |
| 6     | Allschwil ↔ Riehen Grenze                          | 1er juillet 1905 | 1er août 2002          | 12,491         | 35                 | 18,41                            | BVB        |
| 8     | Neuweilerstrasse ↔ Weil-am-Rhein                   | 5 juillet 1912   | 14 décembre 2014       | 10,35          | 30                 | 19,80                            | BVB        |
| 10    | Rodersdorf ↔ Flüh ↔ Ettingen ↔ Dornach Bahnhof     | 6 octobre 1902   | 30 septembre 2002      | 25,974         | 40                 | 15,986                           | BLT        |
| 11    | St-Louis Grenze ↔ Aesch                            | 7 décembre 1907  | 14 octobre 2002        | 14,235         | 34                 | 20,942                           | BLT        |
| E11   | Reinach-Süd ↔ Theater                              | 14 octobre 2002  | 14 octobre 2002        | 9,85           | 29                 | ?                                | BLT        |
| 14    | Dreirosenbrücke ↔ Muttenz ↔ Pratteln               | 1918             | 14 octobre 2002        | 12,578         | 31                 | 14,81                            | BVB        |
| 15    | Messeplatz ↔ Bruderholz                            | 17 décembre 1910 | 30 septembre 2002      | 5,351          | 21                 | 5,35                             | BVB        |
| 16    | Bruderholz ↔ Schifflände                           | 15 mai 1930      | 30 septembre 2002      | 5,364          | 18                 | 6,87                             | BVB        |
| 17    | Wiesenplatz ↔ Ettingen                             | 1914             | 1er août 2002          | 12,215         | 26                 | 2,040                            | BLT        |
| 21    | Bahnhof St. Johann ↔ Badischer Bahnhof             | 18 février 2002  | 9 mars 2009            | 3,170          | 10                 | 0,16                             | BVB        |

1 : À certaines heures seulement
- Plan du réseau bâlois (format pdf)

### Genève: la renaissance des tramways[8],[9]

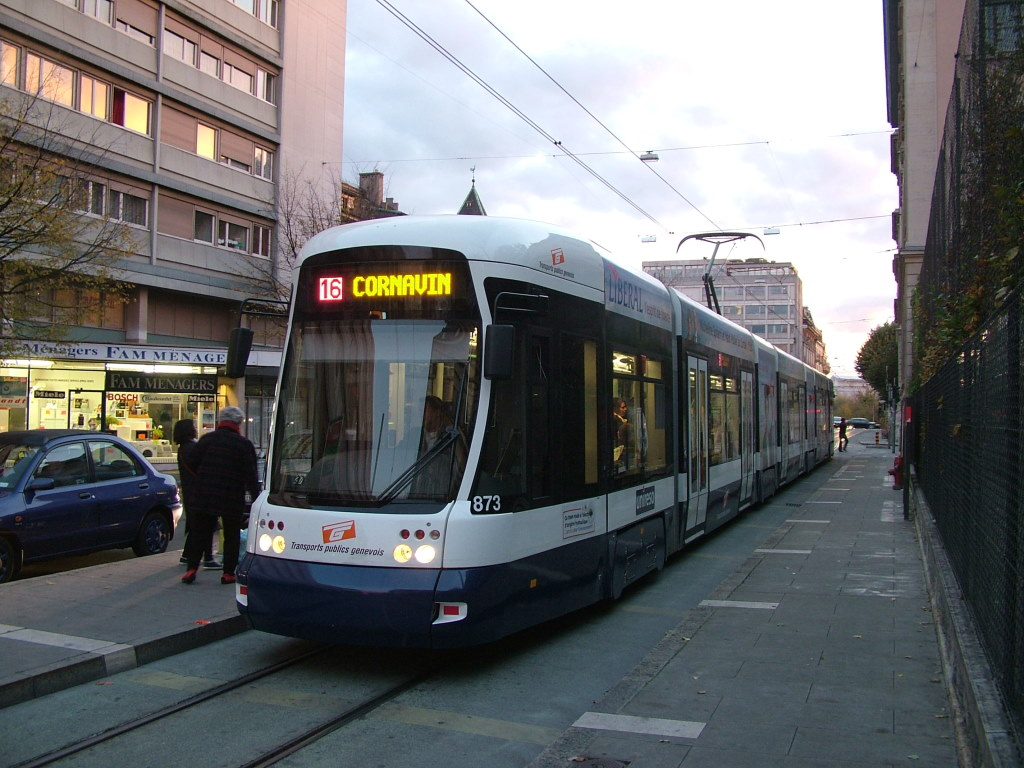
Un tramway de la ligne 16 Les Avanchets - gare Cornavin - Moillesulaz.

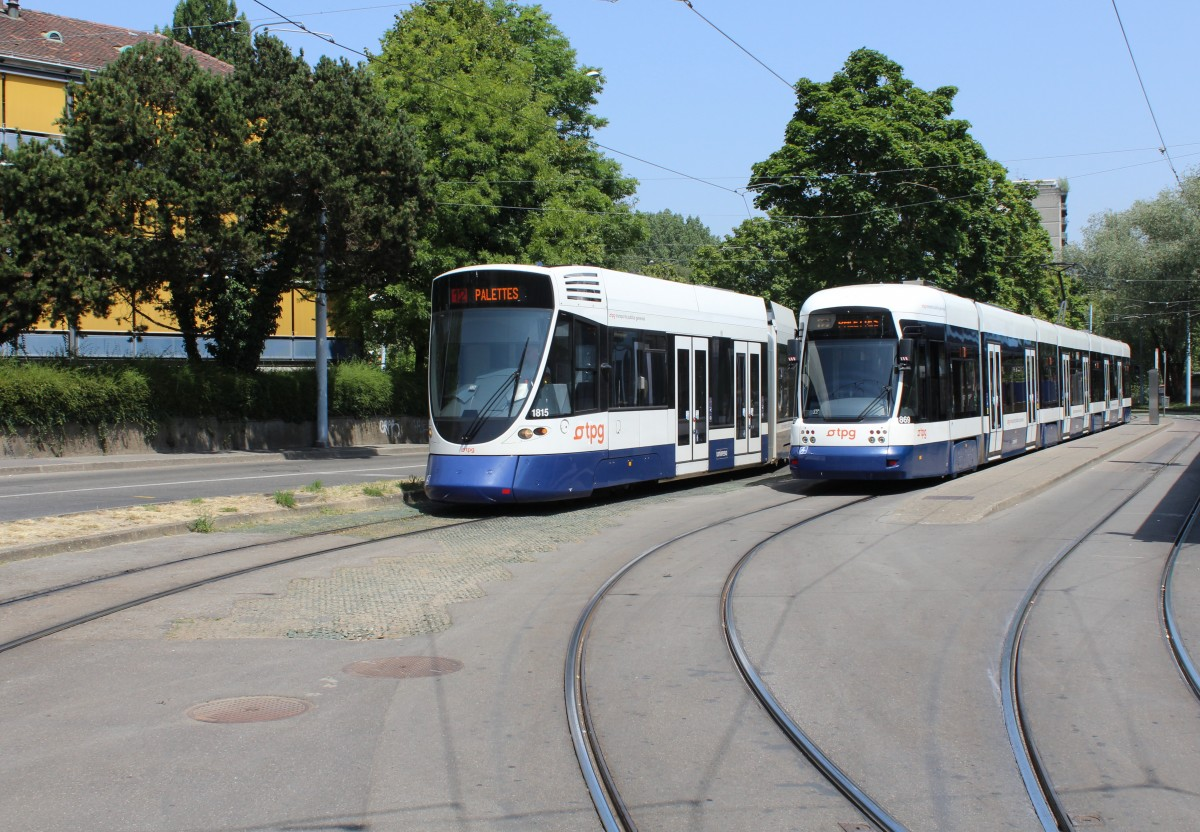
Stadler Rail Tango à gauche et Bombardier Flexity Outlook Cityrunner à droite.

Genève voit en 1862 l'arrivée des premiers tramways suisses. La ville et le canton possèdent dans les années 1920 le plus grand réseau européen de tramways, urbains et suburbains confondus. 
En 1904, durant près de trois mois, la CGTE (Compagnie genevoise des tramways électriques) exploite la ligne la plus raide de Suisse en adhérence. La rampe atteint 118 ‰, mais le danger que représentait une telle pente signifia rapidement la fin de cette ligne.
Dans les années 1960, le transport routier prend l'avantage, et de toutes les lignes, seule la ligne 12 Carouge-Moillesulaz est conservée.
Le tram entame sa renaissance en 1995. De nos jours, cinq lignes (12, 14, 15, 17 et 18) sillonnent la ville.
Depuis 2004, 21 nouveaux trams Cityrunners sont utilisés sur le réseau. Dix-huit autres sont en cours de livraison (hiver 2009-2010).[Passage à actualiser] Fabriqués dans les usines viennoises du canadien Bombardier, ils mesurent 42 mètres de long et peuvent transporter environ 300 voyageurs. Ils sont en outre les seuls trams urbains bidirectionnels de Suisse, avec portes disposées des deux côtés et cabine à chaque extrémité. Ainsi, en cas d'interruption du trafic, le convoi peut repartir dans le sens inverse. De plus, les terminus des nouvelles lignes ne sont plus équipés d'une boucle de rebroussement.
En 2009-2010, une nouvelle double voie de 9 km est en construction de l'entrée de Meyrin au CERN, via Meyrin-Village. Le tronçon Cornavin-Meyrin Gravière est lui entré en service en 2009. Ce nouveau tronçon est le plus long d'un seul tenant qui ait été réalisé depuis que Genève a entrepris de reconstruire son réseau de trams. La ligne 16 a été prolongée entre la gare Cornavin et Les Avanchets dès décembre 2007. En décembre 2009, l'arrêt Meyrin-Gravière est atteint. Le terminus du CERN sera atteint en mai 2011. Un prolongement sur le territoire français (Saint-Genis-Pouilly) est envisagé. Comme la ligne se termine sans boucle de rebroussement à Meyrin-Gravière, et comme certains arrêts possèdent un quai central, seuls les Cityrunners bidirectionnels peuvent circuler entre Cornavin et Meyrin.
Le 11 décembre 2011 une nouvelle voie reliant la gare de Cornavin à Bernex-Est est mise en service (via les Ponts-de-l'Île, Jonction, Petit-Lancy et Onex). Le terminus provisoire de Bernex ne comprend pas de boucle de retournement, seuls les trams bidirectionnels peuvent s'y rendre. À la même date le réseau de trams est réorganisé et passe de 6 à seulement 3 lignes.
La prolongation de Moillesullaz à Annemasse est en construction, l'inauguration étant prévue fin 2019.
Deux nouvelles concessions ont été demandées, pour une extension du réseau de Bernex-Est à Bernex-Ouest, pour une prolongation de la ligne 14 et pour une ligne entre la place des Nations vers Le Grand-Saconnex (avec une branche vers Palexpo et une vers la frontière en direction de Ferney-Voltaire). Une prolongation sur le territoire français vers Ferney-Voltaire est envisagée.
D'autres extensions sont à l'étude: un tram en direction de Plan-les-Ouates avec prolongation possible jusqu'à Saint-Julien-en-Genevois ; une desserte du futur quartier de Mon-Idée, avec prolongation possible jusqu'à Puplinge. Une prolongation sur sol français vers Saint-Genis-Pouilly est acquise côté suisse, mais est aux mains des autorités françaises puisque exclusivement en territoire français.
| Ligne | Parcours                                            | Mise en service | Longueur en km | Stations |
| ----- | --------------------------------------------------- | --------------- | -------------- | -------- |
| (12)  | Lancy-Bachet, gare ↔ Thônex, Moillesulaz            | 1862            | 9,105 km       | 25       |
| (14)  | Bernex, Vailly ↔ Meyrin, Gravière                   | 2007            | 14,785 km      | 30       |
| (15)  | Plan-les-Ouates, ZIPLO ↔ Genève, Nations            | 2004            | 6,779 km       | 23       |
| (17)  | Lancy-Pont-Rouge, gare ↔ Annemasse, Parc Montessuit | 2019            | 9,847 km       | 26       |
| (18)  | Grand-Lancy, Palettes ↔ Meyrin, CERN                | 2012            | 13,028 km      | 31       |

### Berne: le réseau de la capitale[10]
Avec une longueur actuelle de 13,43 km de doubles voies, le réseau de tramways de Berne n'a guère changé depuis son apogée dans les années 1930. Récemment, la robe verte et crème des véhicules a cédé sa place au rouge foncé/noir de BERNMOBIL.
Le 24 novembre 2002, alors que le peuple vaudois se prononçait en faveur du futur métro lausannois m2, les Bernois refusaient par votation cantonale la prolongation du tramway vers Bümpliz et Bethlehem. Les crédits prévus par la Confédération à la construction du tramway Berne-Ouest ont finalement été versés à la construction du métro lausannois. Un nouveau projet a été préparé et le 26 novembre 2006, le peuple bernois a accepté les prolongations vers Bümpliz et Brunnen qui ont été mises en service en 2011.
| n° | parcours                                                                     |
| 3  | Weissenbühl-Bern Hauptbahnhof                                                |
| 6  | Fischermätteli-Bern Hauptbahnhof- Zytglogge - Worb Dorf                      |
| 7  | Bümpliz - Bern Hauptbahnhof - Zytglogge - Ostring                            |
| 8  | Brünnen Westside Bahnhof - Bern Hauptbahnhof - Zytglogge - Saali             |
| 9  | Wabern – Gurtenbahn – Bern Hauptbahnhof – Zytglogge – Guisanplatz (BEA Expo) |

### Neuchâtel: une ligne restante[11]
En service depuis la fin du XIXe siècle, le réseau neuchâtelois posséda jusqu'à sept lignes dont la majeure partie était à voie unique. Durant toute la durée d'exploitation des lignes urbaines le matériel utilisé fut celui d'origine, hormis trois motrices (81-83) rachetées par la suite. La vétusté des appareils de voie, l'ancienneté du matériel roulant et les nombreux tronçons à contre-sens en voie unique furent les principaux arguments en faveur de la fermeture des lignes de tramways, reconverties au fur et à mesure en ligne de trolleybus. La dernière ligne de tramways urbains fut supprimée en 1976.
Actuellement, seule la ligne 215, qui longe le lac de Neuchâtel en direction du sud-ouest, reste en service. Bien qu'amputée de sa branche Areuse - Cortaillod depuis 1984, cédée elle aussi à l'autobus à la suite des nombreuses plaintes des habitants de Cortaillod qui trouvaient que la station de tramway était trop éloignée. L'arrêt se situait à environ un kilomètre du village, et qui plus est au bas d'une pente sévère.
La ligne cinq, ouverte en 1892, fut tout d'abord exploitée par le NCB (Neuchâtel-Colombier-Boudry) à l'aide de deux petites locomotives à vapeur. La ligne reliait alors Boudry / Cortaillod - Areuse - Colombier - Serrières et enfin Neuchâtel, le terminus des trains étant situé sur la place d'arme. Un tronçon à crémaillère parcourant la rue des Terreaux et l'avenue de la gare permettait aux trains du NCB de poursuivre jusqu'à cette dernière. Ce tronçon fut converti en tramway électrique en 1898 déjà, moyennant la suppression de la crémaillère.
Le NCB fut racheté par les TN en 1901, et la ligne fut raccourcie jusqu'à la place Pury, nœud du réseau en étoile de la ville.
En 1981, le matériel roulant, datant de l'électrification de 1902, fut remplacé par du matériel roulant neuf de type Be 4/4, livré par Schlieren. Les boucles de la Place Pury et de Boudry furent alors supprimées en 1990 et 1984, le block automatique lumineux installé et la vitesse de ligne portée à 75 km/h. Ces améliorations permirent de porter la cadence des trains aux vingt minutes (elle était de trente depuis les débuts du NCB) et la ligne devenue une ligne de train comme l'indique l'indicateur officiel de l'époque avec le code "213" fut baptisée "Littorail" en référence au littoral qu'elle longe, néanmoins les rames continuèrent d'afficher le numéro 5.
Depuis 2012 et la création des Transports publics neuchâtelois (transN) à la suite de la fusion entre les transports publics du littoral neuchâtelois (TN) avec les transports régionaux neuchâtelois (TRN), la ligne 5 devient la ligne 215. La ligne est aujourd'hui plus une ligne de trains légers suburbains qu'une ligne de tramways au sens strict du terme, d'ailleurs TransN classe le matériel roulant sous la catégorie "Trains". Néanmoins les usagers continuent de parler de "Tram".
| n°  | parcours                                                                           |
| 215 | Neuchâtel-Place Pury – Port de Serrières – Auvernier – Colombier – Areuse – Boudry |

## Tramways suburbains ou interurbains
À l'instar des autres pays européens (Belgique, Pays-Bas, France), la Suisse possédait autrefois de nombreux réseaux de tramways régionaux, dits parfois « vicinaux ». Tout comme ailleurs, l'automobile condamna la plupart de ces lignes régionales, si bien qu’aujourd’hui très peu de tramways suburbains subsistent en Suisse.
Dans la liste ci-dessous, les lignes en gras sont toujours (tout ou en partie) existantes; celles en texte normal ont cessé d'exploiter le tronçon de tramway mais la partie ferroviaire est toujours en service; et celles en italique sont entièrement fermées.
Sauf avis contraire, toutes ces lignes sont à écartement métrique et traction électrique.

### Suisse romande
- AAG (Allaman-Aubonne-Gimel) : d'abord AA (Aubonne-Allaman) durant 2 ans. Ligne de 9,93 km exploitée entre 1896 et 1952. La ligne est alors remplacée par bus et exploitée jusqu'au 31 décembre 2023 par SEFA Mobilité Sàrl (Société électrique des forces de l'Aubonne) puis cédée à CarPostal comme ligne 10.720.
- AL (Aigle-Leysin) : exploitation d'un tramway entre 1900 et 1946 pour tracter les trains à crémaillère sur le tronçon en adhérence Aigle Gare-Dépôt, et prolongation jusqu'au Grand-Hôtel jusqu'en 1945. La ligne est exploitée aujourd'hui par des trains des TPC sur la totalité du parcours comme ligne Regio 70.
- BVB (Bex-Villars-Bretaye) : à ne pas confondre avec les « Basler Verkehrsbetriebe », les tramways bâlois. Anciennement BGVC (Bex-Gryon-Villars-Chesières). Exploitation de tramways sur les tronçons en adhérence Bex-Bévieux et Gryon-Chesières dès 1898. Suppression du tronçon Villars-Chesières en 1961 et déferré deux ans après. Exploitation encore de nos jours (un aller et retour entre la gare de Bex et Bévieux en 2006. À noter toutefois que le trajet Bex - Bévieux - Gryon - Villars - Bretaye est parcouru régulièrement par des compositions mixtes adhérences-crémaillères. Mais il s'agit ici d'une exploitation type chemin de fer et non plus tramway). Aujourd'hui cette ligne est exploitée comme ligne Regio 74 par les TPC tout comme les ex- AL et MCM.
- CCB Clarens–Chailly–Blonay : entre 1911 et 1955 sur 5,63 km. Relié à son terminus aval au VMCV, et à Fontanivent au Chemin de fer Montreux-Oberland Bernois (MOB) qui assure l'entretien du matériel roulant. En revanche, pas de jonction à Blonay avec les Chemins de fer électriques veveysans (CEV) alors que les voies et courant de traction, pourtant identiques, n'étaient séparés que de quelques mètres. (Toutefois en empruntant le raccordement du MOB puis en bifurquant à Chamby, il était possible de rejoindre la gare CEV de Blonay). La ligne sera remplacée par un bus VMCV après sa fermeture.
- CGTE (Compagnie genevoise des tramways électriques) : cette compagnie, créée en 1900, engloba la même année les Tramways suisses (TS) et la Société genevoise de chemins de fer à voie étroite (VE). Les tramways genevois desservaient tout le canton, notamment les localités de Veyrier, Chancy, Chevrier et Hermance en Suisse, Annemasse, St-Julien, Ferney et Gex en France voisine. Les tramways ont depuis déserté la campagne genevoise et la CGTE est devenue les TPG au 1er janvier 1977.
- GB (Gland-Begnins) : une petite ligne de 3,73 km, en service entre 1906 et 1954, construite en 4 mois, elle passait par Vich. 2 automotrices, 1 remorque, 2 wagons à marchandises et 1 petit fourgon constituèrent à eux seuls le parc durant ces 48 années. Remplacée par la ligne de bus aujourd'hui 10.830 de CarPostal.
- MCM (Monthey-Champéry-Morgins, puis AOMC Aigle-Ollon-Monthey-Champéry dès 1946) : chemin de fer, mais exploita un tronçon routier à travers Monthey entre 1909 et 1976. Aujourd'hui le reste de la ligne est exploitée par les TPC comme Regio 72 et connectée à la ligne de l'AL.
- NCB (Neuchâtel-Cortaillod-Boudry) : en service dès 1892, rattaché aux TN (Tramways de Neuchâtel) en 1901. À l'exception du tronçon d'Areuse à Cortaillod fermé en 1984, circule toujours aujourd'hui comme ligne Regio 15 de transN et dénommé "Littorail".
- REJ (Régionaux électriques du Jorat) : mis en service en 1902 et rattachés dès 1910 aux TL (Tramways lausannois). Relièrent Moudon, Savigny et Montheron au chef-lieu vaudois. Mise hors service du dernier tronçon (Lausanne-Mézières) en 1963. La ligne est alors remplacée par le bus 62 des TL puis repris le premier janvier 2022 par CarPostal comme ligne 10.362.
- RG (Rolle-Gimel) : relia entre 1898 et 1938 les bords du Lac Léman au plateau de Gimel, gros village déjà relié par l'AAG. Ces deux tramways, pourtant compatibles en tout points, ne furent jamais reliés entre eux, malgré leurs voies respectives séparées de quelques mètres seulement. La ligne fut remplacée par l'actuel bus 10.840 de CarPostal.
- TP (Trait-Planches) : tramway à crémaillère reliant deux quartiers de Montreux entre 1898 et 1912. Longueur de la ligne : 392 mètres. Cette ligne ne fut jamais remplacée par une quelconque ligne de bus. Toutefois les arrêts VMCV de Montreux, Casino et Montreux, Planches se situent aux endroits des anciens terminus.
- VMCV (Vevey-Montreux-Chillon-Villeneuve) : VMC dès 1888 et CBV (Chillon-Byron-Villeneuve) dès 1903, fusion en 1913. 12,99 km exploités dès l'origine à l'électricité (voir ci-dessus). Remplacé par trolleybus entre 1957 et 1958, toujours en activité aujourd'hui sous le nom de ligne 10.204.
- VR (Tramway du Val-de-Ruz) relia Les Hauts-Geneveys à Villiers entre 1903 et 1948. Remplacé par un trolleybus, puis par un autobus. Aujourd'hui la ligne est partagée entre les bus 21.422 et 21.423 par transN, société héritière.

### Suisse alémanique
- ABB (Altstätten-Berneck-Bahn), devient RhStB (Rheintalische Strassenbahn) en 1915, puis enfin RhV (Rheintaler Verkehrsbetriebe) dès 1958 : réseau de tramway qui se développa à partir de 1897 dans la vallée du Rhin en amont du Bodensee et desservit les localités d'Altstätten (SG), Berneck, Diepoldsau et Heerbrugg. L'autobus remplacera définitivement le tram en 1973, aujourd'hui toujours exploité par l'entreprise depuis renommée Bus Ostschweiz AG (BOS).
- AF (Altdorf-Flüelen) : tracé parallèle à la ligne CFF du Gotthard, exploité entre 1906 et 1951. Aujourd'hui remplacée par la ligne de bus 1 de l'entreprise renommée Auto AG Uri (AAGU) après le changement d'exploitation.
- ARB (Arth-Rigi-Bahn) : tronçon exploité par tramway à voie normale entre Arth am See et Arth-Goldau (1875-1959). Electrifié en 1906 et fermée en 1959, aujourd'hui le reste de la ligne à crémaillère entre Arth-Goldau et Rigi Klum est exploitée par les Rigi Bahnen (RB).
- BEB (Birseckbahn) : Bâle Dreispitz-Dornach dès 1902. Aujourd'hui ligne 10 des BLT.
- BLT (Baselland-Transport) : fusion au 1er janvier 1974 des compagnies BEB, BTB, BUeB et TBA.
- BMGWB (Bern-Muri-Gümligen-Worb-Bahn), puis BWB (Bern-Worb-Bahn), VBW (Vereinigte Bern-Worb-Bahnen), et enfin ligne G du réseau RBS (Regionalverkehr Bern-Solothurn) dès 1984 : en service dès 1897, aujourd'hui exploité comme ligne 6 du réseau de tramway de Berne, exploité par Bernmobil (SVB) sur l'infrastructure appartenant toujours au RBS.
- BTB (Birsigtalbahn) : Bâle Steinen-Therwil dès 1902, puis Rodersdorf dès 1910 (dessert le village de Leimen en territoire allemand, puis français dès 1918). Aujourd'hui lignes 10 et 17 des BLT.
- BUeB (Basellandschaftliche Überlandbahn) : Bâle Schänzli-Muttenz dès 1922, puis Pratteln (1923). Aujourd'hui ligne 14 des BVB.
- ESZ (Elektrische Strassenbahnen im Kanton Zug : Tramways électriques dans le canton de Zoug). Réseau en exploitation de 1913 à 1955 puis remplacés par des bus, aujourd'hui toujours exploité par la même société entre temps renommée Zugerland Verkehrsbetriebe AG (ZVB).
- MRA (Meiringen-Reichenbach-Aareschlucht) : en service de 1912 à 1956. À la fermeture de la ligne, l'entreprise fut dissoute et aucun remplacement ne prit son relai.
- RiT (Riffelalp-Tramway) : relia entre 1899 et 1960 le chemin de fer du Gornergrat  au Grand-Hôtel Riffelalp, au-dessus de Zermatt. Longueur de 675 m, voie étroite de 80 cm et courant triphasé de 550 V. Remis en service dès 2001, les voitures originales sont aujourd'hui dotées d'accumulateurs. Considéré comme le tramway le plus haut d'Europe. Actuelle ligne T580.
- SG (Sissach-Gelterkinden) : mis en service en 1891, il circule pour la dernière fois la veille de l'ouverture de la ligne CFF Bâle-Olten par le tunnel de base de l'Hauenstein et qui dessert les deux localités (1916).
- SSS (Strassenbahn Schwyz-Seewen), devenu SStB (Schwyzer Strassenbahnen) : un réseau développé autour du chef-lieu du canton du même nom (Schwyz) entre 1900 et 1963, allant jusqu'à Brunnen, au bord du lac des Quatre-Cantons.
- STI (Steffisburg-Thun-Interlaken) : construit entre 1913 et 1914, circulait sur la rive nord du lac de Thoune avant d'être remplacé entre 1939 et 1958 par un trolleybus. Aujourd'hui, le trolleybus a à son tour cédé sa place à un autobus, actuelle ligne 31.001 toujours exploitée par les STI.
- StSS (Strassenbahn Schaffhausen-Schleitheim) : relia dès 1905 le chef-lieu à la localité de Schleitheim située à proximité de la frontière allemande. Supprimé en 1964 pour être remplacé par une ligne de bus, l'actuelle 71.021 toujours exploité par l'entreprise entre-temps renommée Regionale Verkehrsbetriebe Schaffhausen (RVSH).
- StSt (Strassenbahn Stansstad-Stans) : construit en 1893, ce petit tramway eut une courte existence et fut supprimé en 1903 déjà, en raison de la concurrence de la ligne Luzern-Stans-Engelberg de l'actuel Zentralbahn.
- SVB (Spiezer-Verbindungsbahn) ; tramway de liaison de Spiez, à ne pas confondre avec les Städtische Verkehrsbetriebe Bern, les tramways de Berne, voir ci-dessus) : circula entre 1905 et 1960 entre le débarcadère et la gare BLS située sur les hauteurs de la ville. À la suite de sa fermeture, un service de bus fut mis en place. Aujourd'hui elle est incorporée dans la ligne 31.061 de CarPostal.
- TBA (Trambahn-Basel-Aesch) : Bâle Ruchfeld-Aesch dès 1907. Aujourd'hui ligne 11 des BLT.
- UOe (Uster-Oetwil) : tramway de l'arrière-pays zurichois, en service entre 1909 et 1949. Il offrait une correspondance avec le FB (Forchbahn) à Esslingen, et avec le WMB à Langholz, son terminus sud. À la fermeture de la ligne, plusieurs société de transports de la région fusionnent pour donner naissance à Verkehrsbetriebe Zürichsee und Oberland (VZO) qui continue aujourd'hui d'exploiter la ligne de bus 70.842, remplaçante du tramway.
- WMB (Wetzikon-Meilen-Bahn) : en service entre 1903 et 1950 dans l'Oberland (arrière-pays) zurichois. Tout comme le UOe, à la fermeture de la ligne, la société fusionne pour donner naissance à Verkehrsbetriebe Zürichsee und Oberland (VZO) et exploite un service de remplacement de bus qui aujourd'hui n'existe plus en l'état.
- ZBB (Zuger Berg- und Strassenbahn) : amena entre 1907 et 1959 les touristes venant de Zoug à Schönegg, au départ du funiculaire qui mène au Zugerberg.

### TessinetGrisons
- TEM (Tram elettrici mendrisiensi) : Riva San Vitale-Mendrisio-Chiasso Confine (1910-1950)
- TLo (Tranvie locarnesi) : Locarno-Solduno - Minusio (1908-1960) Ouvert en 1908 pour relier la gare de Locarno-St-Antonio du chemin de fer du Valmaggia (LPB) à Minusio via la gare de la Gotthardbahn (aujourd'hui Locarno FFS. En 1923, avec l'ouverture du chemin de fer des Centovalli, il fut prolongé jusqu'à Locarno-Solduno.

## Petits tramways devenus grands
Plusieurs chemins de fer, établis sur la chaussée lors de leur construction, ont lentement "immigré" sur le bas-côté devant la toute puissante automobile. Autrefois entièrement sur route, ces trains circulent aujourd'hui en site propre, et leur gabarit s'est quelque peu élargi. Ce ne sont donc plus des tramways. (Tous sont situés en Suisse alémanique.)
- BD (Bremgarten-Dietikon) : relie la "banlieue" zurichoise à Wohlen dans le Freiamt depuis 1902. Actuelle ligne S17 du S-Bahn Zurich.
- FB (Forchbahn) : part du centre de Zurich et dessert les localités de Forch et d'Esslingen. Actuelle ligne S18 du S-Bahn Zurich. Le FB formait avec le UOe et  le WMB (voir ci-dessus) un dense réseau desservant tout l'Oberland zurichois. Aujourd'hui, seul le Forchbahn subsiste. À noter qu'entre son terminus de Zurich Stadelhofen et Zurich-Realp, il emprunte les voies des tramways zurichois VBZ. Plus loin, les stations "Zumikon" et "Maiacher" sont établies en souterrain, dans un tunnel à double voie long de 1 758 m.
- FW (Frauenfeld-Wil (Saint-Gall)) : en service depuis 1887, il relie en 17,44 km le chef-lieu du canton de Thurgovie à Wil dans le canton de Saint-Gall.
- TB (Trogenerbahn) : sur, 1,75 km, ce train parcours encore le centre-ville de St-Gall à la façon tramway : double voie et véhicules au gabarit étroit. Construit en 1903, c'est aujourd'hui le chemin de fer à adhérence le plus raide de Suisse  avec 75 ‰.
- WSB (Wynental- und Suhrentalbahn) : né de la fusion en 1957 des compagnies AS (Aarau-Schöftland ; 1901) et WSB (Wynentalbahn ; 1904), cette ligne de 32 km est en passe de perdre son dernier tronçon routier entre Aarau et Suhr. En effet, le nouveau tracé empruntera bientôt la plateforme libérée par la suppression de la ligne CFF parallèle.

## Visions du futur
De nos jours, Zurich, Genève et Berne construisent et projettent de nouvelles lignes de tramways. La cinquième agglomération suisse, Lausanne, a mis sur pied un projet d’agglomération Lausanne-Morges (PALM) qui inclut une réintroduction de ce mode de transport pour 2023, entre Lausanne (Le Flon) et Villars-Sainte-Croix. Avec déjà le premier métro à infrastructure lourde de Suisse, Lausanne pourra se targuer de posséder le réseau de transports d'agglomération le plus complet du pays.

## Musées, clubs et associations
Le pays compte de nombreux musées ou clubs dédiés aux tramways, en particulier le TCB Tramclub Basel à Bâle, le Berner Tramway-Gesellschaft et le Tramverein Bern à Berne, le Verein Freunde des Berner Dampftrams de Fribourg, l'Association Genevoise du Musée des Tramways, l'AT70 et l'Association du Tram 70 à Genève, le Musée suisse des transports à Lucerne, l'Association Neuchâteloise des Amis du Tramway à Neuchâtel, le musée Chemin de fer-musée Blonay-Chamby à Montreux ou enfin les associations Aktion Pro Sächsitram, Tram Museum Zürich et Verein zur Förderung historischer Forchbahnfahrzeuge à Zurich.